# 2602-es mellékút (Magyarország)
A 2602-es számú mellékút egy négy számjegyű mellékút Borsod-Abaúj-Zemplén vármegye északi részén.

## Nyomvonala
A 2601-es útból ágazik ki, annak a 7+900-as kilométerszelvénye közelében, Kelemér település területén, keleti irányban, Tompa Mihály út néven. A falu végén délnek fordul, ettől kezdve a gyakori kanyarvételeket leszámítva ez lesz a fő iránya. 2,9 kilométer megtétele után lehet letérni a Keleméri Mohos-tavak Természetvédelmi Terület felé; a letérést tábla külön nem jelzi, de ott keresztezi az utat az Országos Kéktúra útvonala is, melynek útirányjelző táblái elegendő útmutatásul szolgálhatnak. A 3. és 6. kilométerei között, egy bő két kilométeres szakaszon Serényfalva külterületén halad, de a település lakott területét nem érinti. Ezután Putnokra ér, ahol a települési neve Serényi Béla utca. A 26-os főútba torkollva ér véget, annak 38. kilométere közelében.
Az országos közutak térképes nyilvántartását szolgáló kira.gov.hu adatbázisa szerint a teljes hossza 9,228 kilométer.

## Története
1934-ben a kereskedelem- és közlekedésügyi miniszter 70 846/1934. számú rendelete a teljes hosszában harmadrendű főúttá nyilvánította, több más mai mellékúti útszakasszal együtt, 232-es útszámozással. A 232-es főút így Putnoktól húzódott Kelemér és Ragály érintésével Aggtelekig.